# Virilastacus rucapihuelensis
Virilastacus rucapihuelensis е вид десетоного от семейство Parastacidae.

## Разпространение и местообитание
Видът е разпространен в Чили.
Обитава крайбрежията на сладководни басейни.